# José Salgado
José Trinidad Salgado Rentería (Los Reyes, Michoacán, 20 de julio de 1787 - circa 1835) fue un insurgente que luchó durante la guerra de Independencia de México. Fue gobernador de Michoacán y defensor del federalismo.

## Semblanza biográfica
Luchó del lado de los insurgentes durante la Independencia de México. Rechazó el régimen imperial de Agustín de Iturbide. De 1824 a 1825, fue miembro del Congreso Constituyente del estado de Michoacán. Fue miembro de la logia masónica yorkina y defensor del federalismo. Se opuso a la presidencia de Anastasio Butamante y al de Plan de Jalapa, apoyando a Vicente Guerrero y al Plan de Codallos, por tal motivo, el ayuntamiento de Morelia desconoció su cargo. Salgado se desplazó a Zamora, logró levantar una fuerza de 600 hombres, su plan era reunirse con el gobernador de San Luis Potosí Vicente Romero, quien había declarado no reconocer al gobierno de Bustamante. Sin embargo, Romero cambió de parecer, por lo que Salgado se vio expuesto a los ataques del coronel Antonio García y del general Gabriel de Armijo. Después de resistir quince días, abandonó la plaza de Zamora y fue capturado por las fuerzas de Armijo el 23 de marzo de 1830. En Morelia fue juzgado por un concejo de guerra ordinario en contra de los establecido constitucionalmente, ya que en su carácter de gobernador correspondía a la Suprema Corte de Justicia efectuar el juicio. A pesar de la protesta de la Cámara de Diputados —conformada mayoritariamente por federalistas— y de las súplicas realizadas por su esposa Dolores Rentería en la capital de la República ante los magistrados de la Suprema Corte de Justicia, el juicio militar continuó y Salgado fue sentenciado con la pena de muerte. Pedro Otero recibió órdenes de efectuar el fusilamiento a manera de espectáculo de terror con la intención de intimidar a la población rebelde. Para sorpresa de todos, el 16 de agosto, Salgado logró fugarse de su prisión.
Tras la firma de los Convenios de Zavaleta regresó a su cargo. Volvió a interrumpir momentáneamente su mandato debido al levantamiento de Escalada. Durante su administración realizó mejoras al sistema educativo y apoyó la economía de los campesinos. El 11 de julio de 1833, fue investido con facultades extraordinarias por el Congreso para hacer frente la epidemia de cólera, realizó mejoras al sistema sanitario. Ese mismo año fue declarado benemérito del estado. En su honor, su lugar natal fue rebautizado con el nombre de Villa de Salgado en 1859, y con el nombre de Los Reyes de Salgado en 1950.